# Anomala delavayi
Anomala delavayi är en skalbaggsart som beskrevs av Leon Fairmaire 1886. Anomala delavayi ingår i släktet Anomala och familjen Rutelidae. Inga underarter finns listade i Catalogue of Life.